# Komura Jutarō

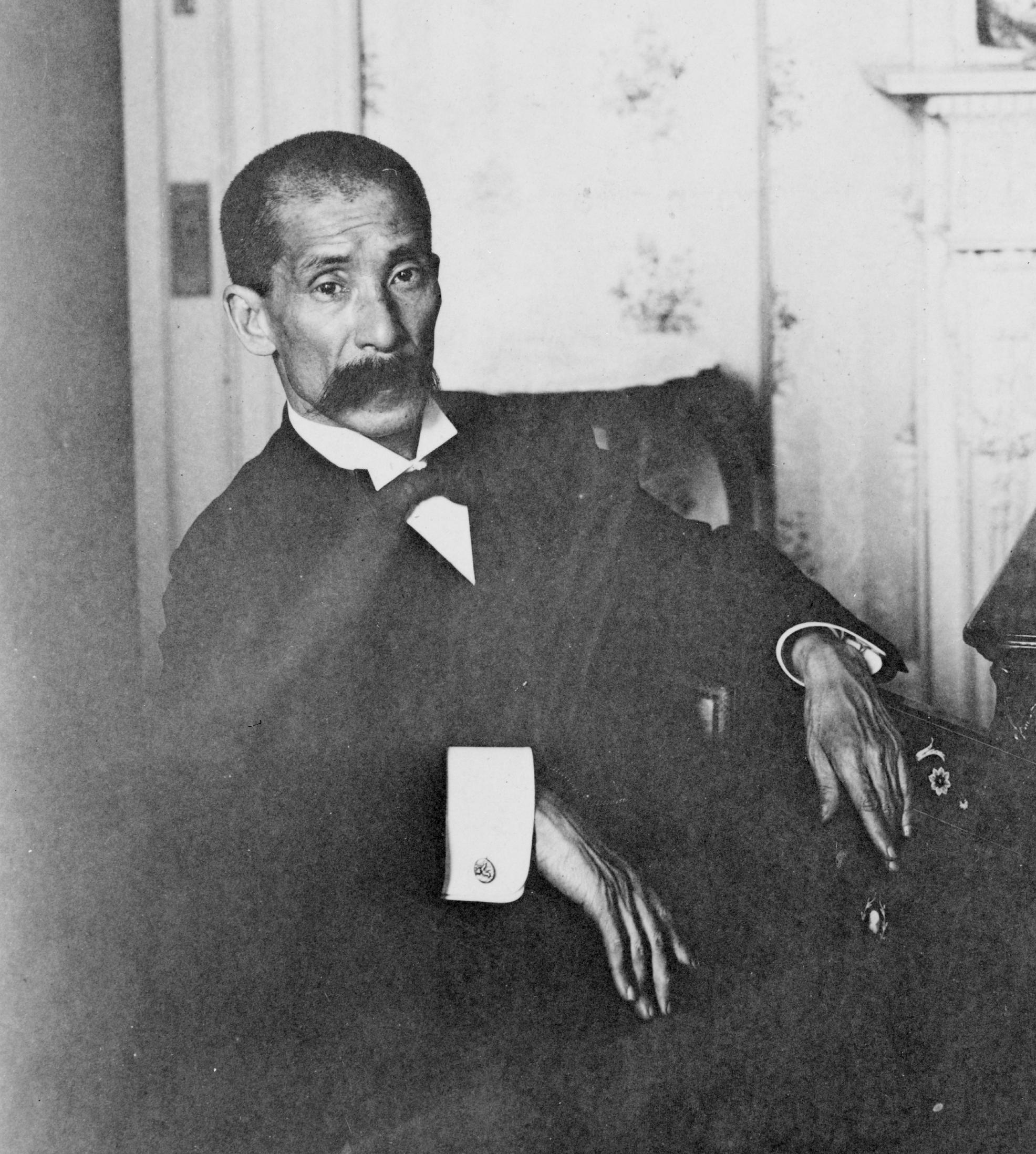
Komura Jutarō, 1905

Komura Jutarō (japanisch 小村 壽太郎; * 26. Oktober 1855 in Obi, Provinz Hyūga (heute: Nichinan, Präfektur Miyazaki); † 26. November 1911 in Hayama) war ein Politiker und Diplomat der Meiji-Zeit im Kaiserreich Japan. Er war zweimal Außenminister seines Landes (1901–1906 und 1908–1911).

## Ausbildung
Komura studierte ab 1870 an der Daigaku Nankō (dem Vorläufer der Kaiserlichen Universität Tōkyō). 1875 wurde er vom Bildungsministerium als einer der ersten Studenten für einen Studienaufenthalt im Ausland ausgewählt. 1878 schloss er sein Studium an der Harvard Law School ab.

## Karriere
Zwei Jahre später wurde Komura Beamter im Justizministerium, und nachdem er zwischenzeitlich Richter am Obersten Gerichtshof gewesen war, wurde er 1884 der Übersetzungsabteilung des Außenministeriums zugeteilt.
1893 wurde Komura Erster Sekretär der japanischen Gesandtschaft in Peking. Während des Sino-Japanischen Krieges war er Zivilverwalter der von Japan besetzten Territorien in der Mandschurei. Er spielte eine Schlüsselrolle bei den Friedensverhandlungen und bei der Formulierung des Vertrages von Shimonoseki 1895.
Im Mai 1896 verhandelte er mit seinem Russischen Kollegen Carl von Waeber über das Komura-Weber-Memorandum, wodurch die gemeinsame Einmischung Japans und Russlands in die internen Angelegenheiten Koreas legitimiert wurde.

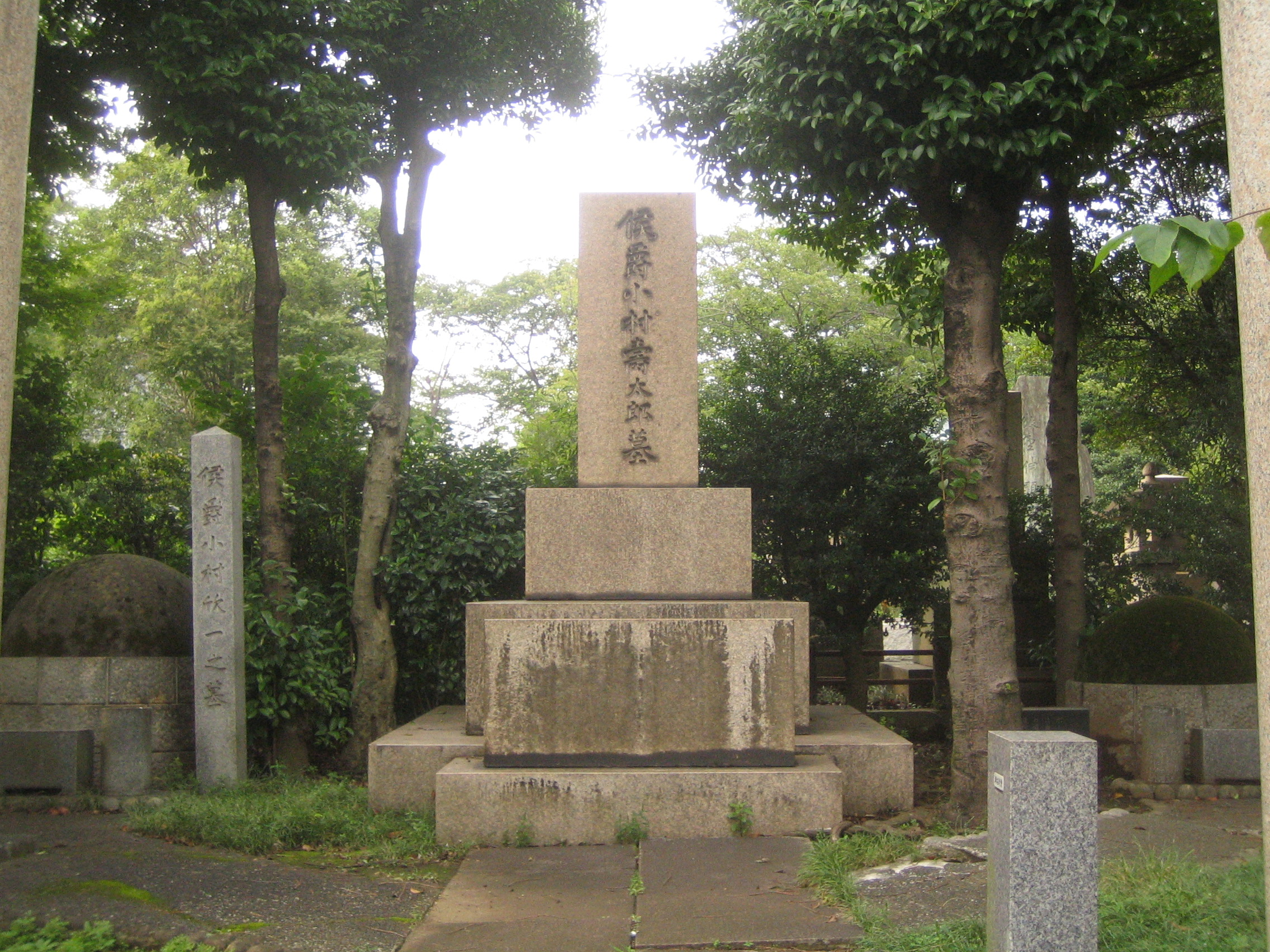
Komura Jutarōs Grab in Tokio

Bis September 1898 war er Vizeaußenminister, anschließend Botschafter in Washington, D.C. Im September 1901 wurde Komura Außenminister im ersten Kabinett Katsura und unterzeichnete für Japan das Boxer-Protokoll. 1902 wirkte er beim Abschluss der Anglo-Japanischen Allianz mit. In seiner Funktion als Außenminister unterschrieb er auch den in Japan höchst umstrittenen Vertrag von Portsmouth, der den Russisch-Japanischen Krieg beendete. Anschließend unterschrieb er in Peking den Vertrag von Peking vom Dezember 1905, der die bisherigen russischen Rechte in der Mandschurei an Japan übertrug. Für seine Verdienste wurde er zum Grafen (hakushaku) und zum Mitglied des Geheimen Rates (Sūmitsu-in) ernannt.
Von Juni 1906 bis August 1908 war Komura Botschafter im Vereinigten Königreich. Nach seiner Rückkehr nach Tokio wurde er erneut Außenminister im zweiten Kabinett Katsura. In dieser Position unterzeichnete er das Root-Takahira Agreement mit den USA.
Er spielte auch eine Schlüsselrolle beim Abschluss des Japan-Korea-Annexionsvertrags von 1910 sowie beim Abschluss verschiedener Handelsverträge, die 1911 Japans Tarifautonomie wiederherstellten.
Seine Grabstätte befindet sich auf dem Aoyama-Friedhof in Tokio.

## Orden
- Orden der Aufgehenden Sonne, Grand Cordon
- Order of the Bath, Knight Commander (KCB)